# Sant Crist al cementiri (Portbou)
Sant Crist al cementiri és una construcció religiosa del municipi de Portbou (Alt Empordà) inclosa en l'Inventari del Patrimoni Arquitectònic de Catalunya.

## Descripció
Capella d'una sola nau amb absis poligonal, situada la cementiri del poble. La façana és l'element més destacat, amb una porta d'arc apuntat amb arquivolta. Sobre d'aquesta, a banda i banda, dos medallons romboidals amb decoració vegetal amb la inscripció: AÑO 1900. Un rosetó tanca aquesta façana, però a sobre d'aquest encara trobem unes bandes llombardes. Finalment a la testera de l'edifici trobem un campanar de cadireta.

## Història
Capella emplaçada al cementiri catòlic i civil. Aquest, així com la capella, foren construïts l'any 1855 sobre uns terrenys de la companyia ferroviària, prop del mar, sobre la punta del Queixol.